# Криминальное чтиво (саундтрек)
Криминальное чтиво (саундтрек) (англ. Pulp Fiction: Music from the Motion Picture) — саундтрек к фильму Квентина Тарантино «Криминальное чтиво», выпущенный 27 сентября 1994 года на лейбле MCA.

## Описание
Основную часть саундтрека Pulp Fiction составляют композиции в жанре сёрф-рока, дополненные «несколькими старенькими сексуальными песнями» («Let’s Stay Together», «Son of a Preacher Man», «You Never Can Tell»), диалогами из фильма и «обольстительным кавером» песни Нила Даймонда «Girl, You’ll Be a Woman Soon».

## Оценки критиков
| Оценки критиков      | Оценки критиков |
| Источник             | Оценка |
| -------------------- | --- |
| Allmusic             | [ 1 ] |
| Entertainment Weekly | (A) |
| NME                  | 8 из 10 звёзд · 8 из 10 звёзд · 8 из 10 звёзд · 8 из 10 звёзд · 8 из 10 звёзд · 8 из 10 звёзд · 8 из 10 звёзд · 8 из 10 звёзд · 8 из 10 звёзд · 8 из 10 звёзд |
| Rolling Stone        | [ 2 ] |

По мнению обозревателя Allmusic, саундтрек успешно воссоздаёт атмосферу фильма. Журнал Rolling Stone поставил альбом на седьмое место в списке величайших саундтреков всех времён, а журнал NME в своём аналогичном списке — на тридцать вторую строчку.
По мнению критиков, саундтрек больше оказал влияния на музыку 1990-х годов, чем отразил её. В частности, молодое поколение познакомилось с Дасти Спрингфилд, Элом Грином и песнями Нила Даймонда, а пять сёрф-рок-композиций с альбома возродили интерес к этому жанру.
В ноябре 1994 года саундтрек попал в чарт Billboard 200, к маю 2014 года было продано более трёх с половиной миллионов дисков с альбомом.

## Список композиций
| №   | Название                                                                  | Автор(ы)                                                                  | Исполнитель                                         | Длительность |
| --- | ------------------------------------------------------------------------- | ------------------------------------------------------------------------- | --------------------------------------------------- | ------------ |
| 1.  | «Pumpkin and Honey Bunny (диалог из фильма) / Misirlou»                   | Квентин Тарантино / Фред Уайз, Милтон Лидс, С.К. Расселл, Николас Рубанис | Тим Рот, Аманда Пламмер / Dick Dale & His Del-Tones | 2:27         |
| 2.  | «Royale with Cheese (диалог из фильма)»                                   | Квентин Тарантино                                                         | Сэмюэл Джексон, Джон Траволта                       | 1:42         |
| 3.  | «Jungle Boogie»                                                           | Рональд Белл, Kool & the Gang                                             | Kool & the Gang                                     | 3:05         |
| 4.  | «Let's Stay Together»                                                     | Эл Грин, Эл Джексон, Уилли Митчелл                                        | Эл Грин                                             | 3:15         |
| 5.  | «Bustin' Surfboards»                                                      | Норман Сендерс, Леонард Делейни                                           | The Tornadoes                                       | 2:26         |
| 6.  | «Lonesome Town»                                                           | Бейкер Найт                                                               | Рики Нельсон                                        | 2:13         |
| 7.  | «Son of a Preacher Man»                                                   | Джон Херли, Ронни Уилкинс                                                 | Дасти Спрингфилд                                    | 2:25         |
| 8.  | «Zed's Dead, Baby (диалог из фильма) / Bullwinkle Part II»                | Квентин Тарантино / Деннис Роуз, Эрнест Ферроу                            | Мария де Медейруш, Брюс Уиллис / The Centurions     | 2:39         |
| 9.  | «Jack Rabbit Slims Twist Contest (диалог из фильма) / You Never Can Tell» | Квентин Тарантино / Чак Берри                                             | Джером Патрик Хобан, Ума Турман / Чак Берри         | 3:12         |
| 10. | «Girl, You'll Be a Woman Soon»                                            | Нил Даймонд                                                               | Urge Overkill                                       | 3:09         |
| 11. | «If Love Is a Red Dress (Hang Me in Rags)»                                | Мария МакКи                                                               | Мария МакКи                                         | 4:55         |
| 12. | «Bring Out the Gimp (диалог из фильма) / Comanche»                        | Квентин Тарантино / Роберт Хафнер (соло на саксофоне Джеймса Гордона)     | Питер Грин, Дуэйн Уитакер/The Revels                | 2:10         |
| 13. | «Flowers on the Wall»                                                     | Лью Девитт                                                                | The Statler Brothers                                | 2:23         |
| 14. | «Personality Goes a Long Way (диалог из фильма)»                          | Квентин Тарантино                                                         | Сэмюэл Джексон, Джон Траволта                       | 1:00         |
| 15. | «Surf Rider»                                                              | Боб Богл, Ноки Эдвардс, Дон Уилсон                                        | The Lively Ones                                     | 3:18         |
| 16. | «Ezekiel 25:17 (диалог из фильма)»                                        | Квентин Тарантино                                                         | Сэмюэл Джексон                                      | 0:51         |